# 천마 (전설)
천마(天馬)은 전설 속의 동물이다. 한국에서는 천마총으로 인해 유명하다.

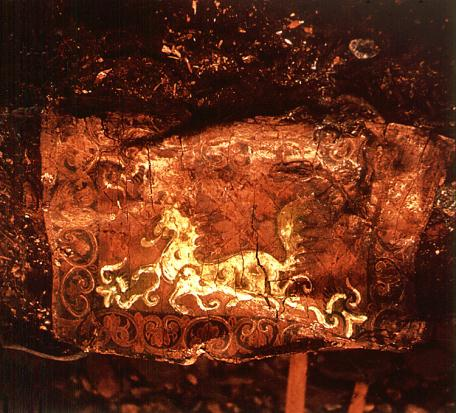
천마도장니

## 같이 보기
- 천마총
- 페가수스
- 해태
- 기린